# Ninjutsu
El ninjutsu (忍術), també conegut com a ninpō (忍法), shinobi-jutsu o budo-taijutsu és l'art marcial japonesa de l'espionatge.
El seu origen és mil·lenari. Es pensa que es va desenvolupar originàriament a la Xina i a Corea, per posteriorment saltar al Japó. Aquest art marcial és el que han utilitzat els ninges durant segles. Les primeres dades que es tenen de la utilització de ninges en el camp de batalla daten del segle v; això ens dona una idea de l'antiguitat d'aquesta forma de lluita. No obstant això, la utilització massiva dels ninges i, per tant, de la pràctica del ninjutsu, no va arribar fins als segles XII i xiii, en els quals es van utilitzar com a espies com assassins i tropes d'elit. Va ser tal el seu èxit que molts senyors de la guerra (daimyos) van contractar a clans de ninges per a les lluites que dirimien el control del Japó. Entre aquests clans van destacar els de Koga i Iga.Mai cap Daimyo va reconèixer l'ús d'aquest guerrers, ja que anava contra el Bushido, que era el codi d'honor dels samurais.
En el segle xvi comença el seu declivi. Amb l'arribada d'Oda Nobunaga els ninges van ser perseguits i massacrats, a causa de la seua oposició al clan d'Oda, el qual intentava fer baixar la influència d'aquestos.Oda Nobunaga va envair les aldees de Iga i Koga amb un exèrcit de 40.000 homes, i a més a més, va emprar les armes de foc.Després de dues setmanes de batalla les aldees van sucumbir, i soles pocs ninges van aconseguir fugir disfressats de colons. Ja en el segle xvii es van utilitzar per última vegada de forma massiva en la revolta cristiana de Kyushu,en la que van enverinar els conductes de l'aigua del castell per aconseguir acabar amb els assetjats. A la fi, uns vaixells de guerra holandesos van accedir a bombardejar el castell, encara que aquest sucumbiria per inanició als quatre mesos de setge.
Entre els segles xvii i xix es va prohibir l'ús de guerrers ninja, el que va fer que s'utilitzessin de forma clandestina i a petita escala.
En el segle xx el Japó va utilitzar el ninjutsu com a forma d'entrenament de les seves tropes d'elit. La més famosa va ser la unitat Nakano, liderada per Seiko Fujita, un dels últims ninges japonesos de Koga. No obstant eren tropes regulars dotades d'un entrenament especial, sense que es pugui arribar a considerar-los veritables ninges.